# 普法爾茨的伊莉莎白 (1540-1594)

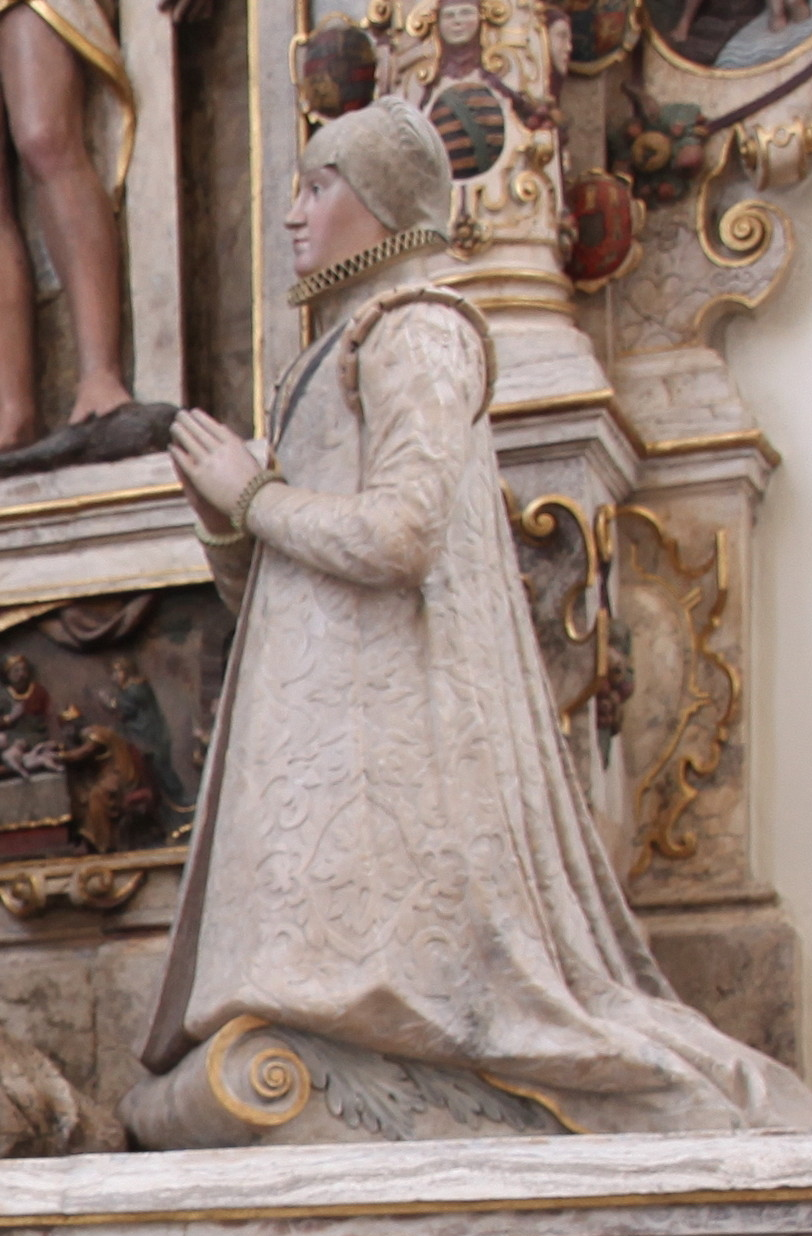
普法爾茨的伊莉莎白

普法爾茨的伊莉莎白（德語：Elisabeth von der Pfalz，1540年6月30日—1594年2月8日），普法爾茨選帝侯腓特烈三世的女兒，是腓特烈三世夫婦的第三個子女以及第二個活到成年的子女。1558年，普法爾茨的伊莉莎白與薩克森公爵約翰·腓特烈二世成婚，成為薩克森公爵夫人。

## 家庭
伊莉莎白與薩克森公爵約翰·腓特烈二世共有四個兒子，其中兩個兒子活到了成年：
1. 約翰·卡西米爾（1564年—1633年）
2. 約翰·恩斯特（1566年—1638年）